# Mlaka, Komenda
Mlaka je naselje v Občini Komenda.